# Macleania rotundifolia
Macleania rotundifolia är en ljungväxtart som beskrevs av Luis Aloysius, Luigi Sodiro, Hørold. Macleania rotundifolia ingår i släktet Macleania och familjen ljungväxter. Inga underarter finns listade i Catalogue of Life.